# بخش مورانگ
بخش مورانگ (به لاتین: Morang District) یک بخش در نپال است که در استان شماره ۱ واقع شده‌است. بخش مورانگ ۱٬۸۵۵ کیلومتر مربع مساحت و ۹۶۵٬۳۷۰ نفر جمعیت دارد.